# Carolyn R. Bertozziová
Carolyn Ruth Bertozziová (* 10. října 1966 Boston) je americká chemička a nositelka Nobelovy ceny za chemii. Je známá svou prací jak v oblasti chemie, tak i biologie. Zavedla termín „bioortogonální chemie“ pro chemické reakce kompatibilní s živými systémy.
V roce 1999 obdržela MacArthurovu cenu a v roce 2010 jako první žena získala prestižní fakultní cenu Lemelson-MIT Prize. Je členkou Národní akademie věd (2005), Lékařského institutu (2011) a Národní akademie vynálezců (2013). V roce 2014 bylo oznámeno, že Bertozziová povede ACS Central Science, první recenzovaný časopis Americké chemické společnosti s otevřeným přístupem, který nabízí veškerý obsah zdarma pro veřejnost. Od roku 2021 je členkou Accademia dei Lincei.
V roce 2022 byla Bertozziové udělena Nobelova cena za chemii, společně s Mortenem Meldalem a Karlem Barrym Sharplessem, „za rozvoj click chemie a bioortogonální chemie“.

## Vzdělání
Carolyn Bertozzi získala bakalářský titul (Summa Cum Laude) z chemie na Harvardově univerzitě, kde pracovala s profesorem Joem Grabowskim na návrhu a konstrukci fotoakustického kalorimetru. Během studií hrála v několika kapelách, zejména v Bored of Education s budoucím kytaristou Rage Against the Machine Tomem Morellem. Po absolvování Harvardu v roce 1988 pracovala v Bellových laboratořích s Chrisem Chidseym.
V roce 1993 Bertozziová dokončila doktorát z chemie na Kalifornské univerzitě v Berkeley, kde se spolu s Markem Bednarskim zabývala chemickou syntézou analogů oligosacharidů a během studia v Berkeley objevila, že viry se mohou v těle vázat na cukry. Tento ji přivedl ke glykobiologii, jejímu současnému oboru. Během třetího ročníku postgraduálního studia byla Bednarskému diagnostikována rakovina tlustého střeva, což vedlo k tomu, že si vzal dovolenou a změnil svou kariérní dráhu tím, že se zapsal na lékařskou fakultu. Bertozziová a zbytek laboratoře tak museli dokončit svou doktorskou práci bez přímého dohledu školitele.

## Výzkum
Výzkum Bertozziové je orientován na glykobiologii základních onemocnění, jako je rakovina, zánětlivých onemocnění, jako je artritida, a infekčních onemocnění, jako je tuberkulóza. Významných pokroků dosáhla zejména v pochopení funkce oligosacharidů na povrchu buněk v procesu rozpoznávání buněk a mezibuněčné komunikaci. Bertozziová použila techniky bioortogonální chemie ke studiu glykokalyxů, cukrů, které obklopují buněčnou membránu. Její laboratoř také vyvinula nástroje nutné pro imunoterapeutický výzkum. Rozvoj nanotechnologií, které její laboratoř využívá ke zkoumání biologických systémů, vedl v roce 2018 k vývoji rychlého POCT (Point Of Care Testing – test probíhá v místě péče o pacienta) testu na tuberkulózu. V roce 2017 byla díky objevu její laboratoře, který propojil cukry na povrchu rakovinných buněk a jejich schopnost vyhnout se obraně imunitního systému, pozvána, aby vystoupila na Stanfordově konferenci TED, kde přednesla přednášku s názvem „Co se vám snaží říct cukry na vašich buňkách“ („What the sugar coating on your cells is trying to tell you“).